# Bloeikolf

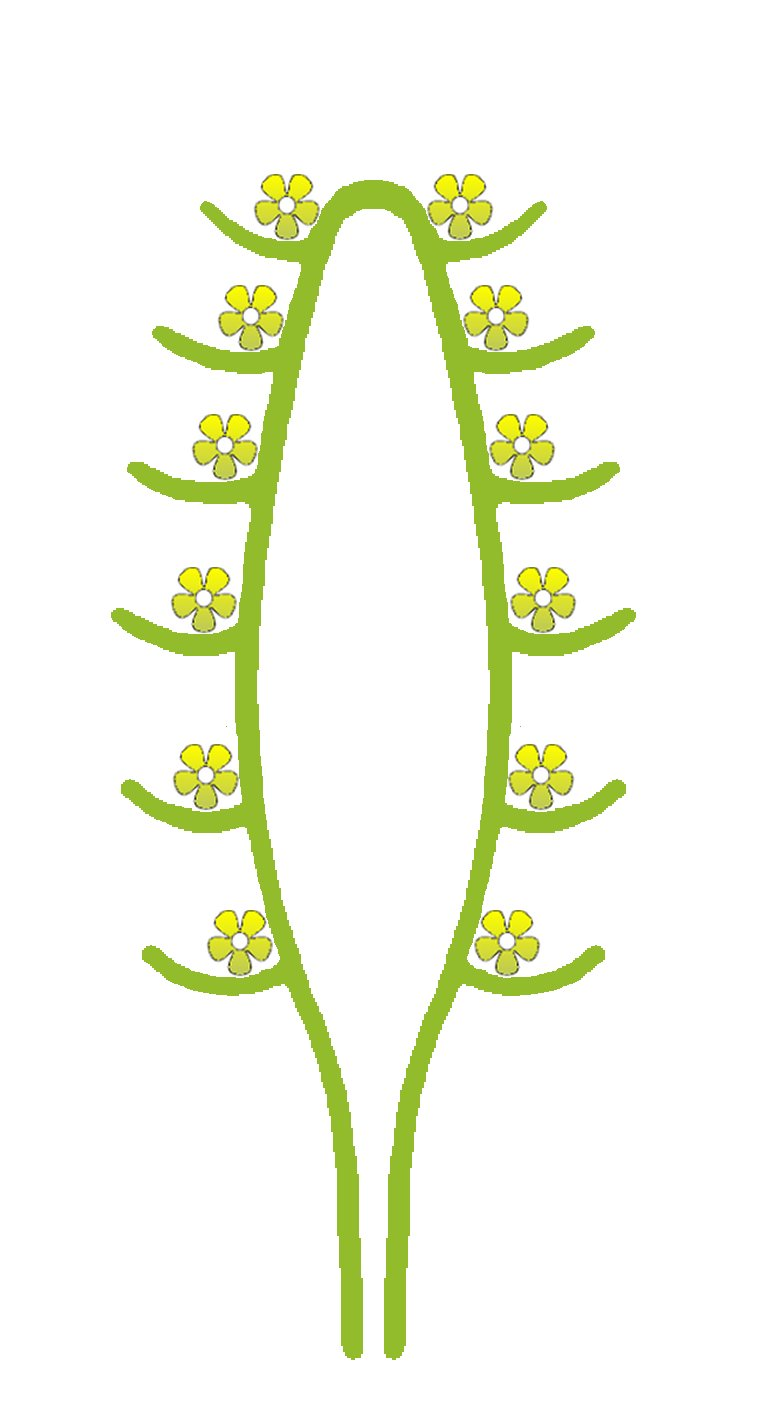
kolf

De bloeikolf of kolf is een bloeiwijze die bestaat uit een vlezige aar (spadix), zoals van maïs en de aronskelk. De kolf van maïs bestaat alleen uit vrouwelijke bloemen.
Microscopisch bestaat de kolfas uit vaatbundels die afbuigen naar de vrouwelijke en mannelijke bloemen.
De kolf komt voor bij sommige eenzaadlobbigen speciaal bij de Aronskelkfamilie, waarbij het omgeven is door een groot schutblad. Bij maïs is de kolf omgeven door veel schutbladen die de kolf nauw omsluiten.

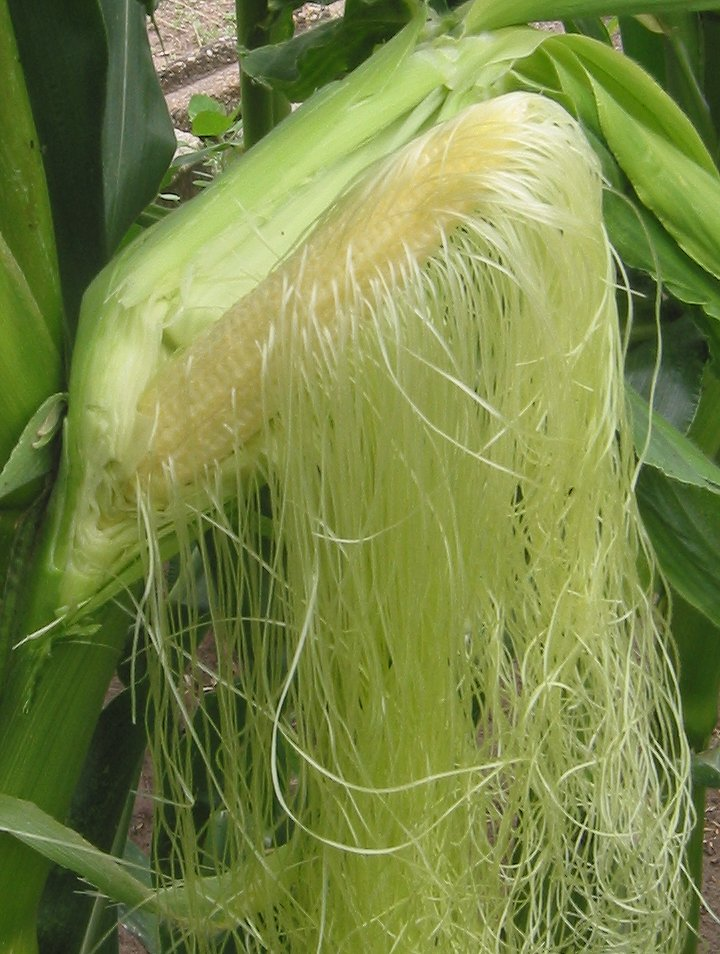
kolf van suikermais (schutbladen verwijderd)
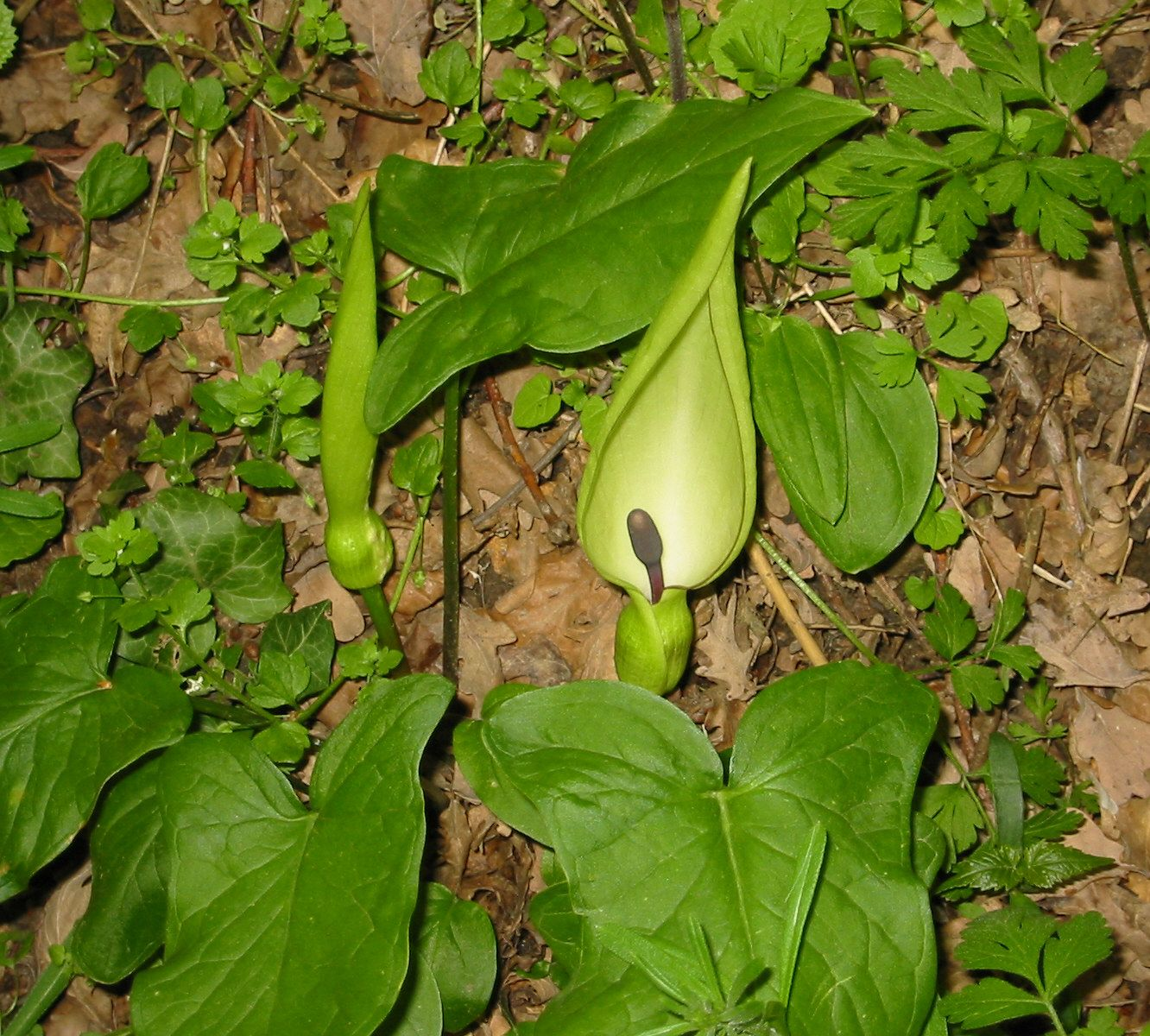
kolf van gevlekte aronskelk
kolf van de lakanthurium